# 플로리다의 역사

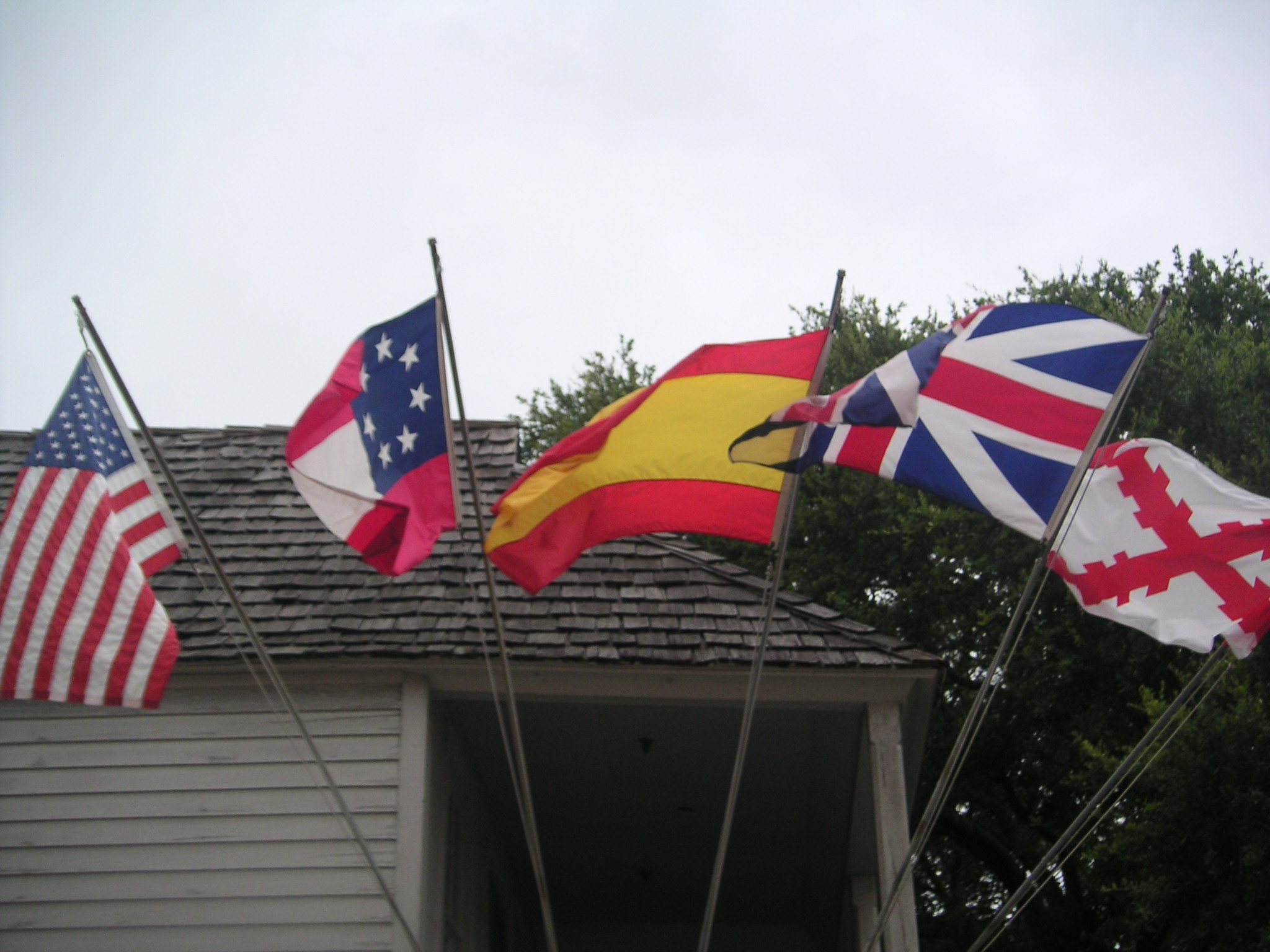
플로리다를 통치한 다섯 개의 깃발（현재의 플로리다 기는 포함되지 않음）

플로리다의 역사(History of Florida)는 약 14,000년 전에 인디언이 현재 미국 플로리다반도에 살기 시작한 이후의 역사를 말한다. 1513년, 스페인 탐험가 후안 폰체 데 레온이 플로리다 지역에 백인으로서는 처음 도착하여 탐사를 했다.

## 플로리다 이전의 역사
아시아에서 북아메리카로 건너온 사롱 인디언 시대의 사람들은 최소한 14,000년 전에, 오늘 플로리다에 해당하는 지역에 들어왔다. 위스콘신 빙하기 사이에 대량의 수분이 빙하에 갇혀 있었기 때문에, 해수면은 현재 수준보다 100m 아래에 있었다. 그 결과, 플로리다반도의 크기는 현재의 2배 정도는 컸었다. 또한 현재보다 건조하고 서늘한 기후였으며, 흐르는 강물이나 습지도 거의 없었다. 플로리다의 대부분의 지역에서는 함몰 구멍이나 석회암의 집수역에서만 민물을 얻을 수 있었다. 그 결과 대부분의 고대 인디언 기의 사람들은 현재의 강바닥에 있던 저수지와 함몰 구멍, 집 수역(예 오시라 강 페이지 라도손 유적)의 방향으로 활동했고, 클로비스 문화 주먹찌르개 포함 사롱 인디언 시대의 유물이 풍부하게 출토되고 있다.
기원전 8,000년경에 빙하가 후퇴하기 시작하여, 플로리다의 기후는 온난다습해지고, 해수면이 상승했다. 사롱 인디언의 문화는 고대 시대 전기의 문화로 발전하고 변해갔다. 플로리다 인구가 늘어나고, 더 이상 건조 지역의 적은 수원에 얽매일 필요가 없었기 때문에 더 많은 유적과 유물이 남아있을 수 있게 되었다. 고대 전기 문화는 기원전 5,000년경 고대 시대 중기의 문화로 발전했다. 사람들은 습지 인근에 취락 생활을 시작하였고, 여러 세대에 걸쳐 살 수 있는 위치를 선호했다. 고대 후기는 기원전 3000년경에 시작되었고, 플로리다의 기후는 현재와 동일하게, 해수면도 현재 수준에 근접했다. 민물과 바닷물의 습지에 살던 사람들은 이 시대에 큰 패총이 세워졌다. 많은 사람들이 호아즈 아일랜드 같은 목적을 가지고 만들어진 성토가 있는 큰 마을에 살았다. 기원전 2000년경에는 플로리다에서 토기가 등장했다. 기원전 500년경에는 플로리다에서는 오랫동안 같은 양상을 보였던 고대 문화가 각 지역의 문화로 나뉘어 시작했다.
플로리다 동부와 남부의 고대 이후의 시대는 비교적 고립되어 발전하였으며, 유럽인들이 처음 접촉했을 무렵 이 지역에 살던 사람들은 고대 시기에 이 지역에 살던 사람들의 직계 자손이었을 가능성이 있다. 플로리다 팬핸들 지역, 북부와 플로리다반도, 멕시코만 연안 중부는 미시시피 문화의 영향을 강하게 받고 있지만, 문화사에서 연속성이 있고, 이들의 문화에서 생활하는 사람들은 고대인의 자손이기도 하다는 것을 시사하고 있다. 팬핸들과 반도 북부에 옥수수 재배가 시작되었으나, 남부 티무쿠아 어를 말하는 사람들의 지파에서는 아직 본격적으로 시작하지 않았으며, 한정된 것이었다. (즉, 대략 현재 데이트나 비치에서 탬파베이의 한 포인트 또는 그 북쪽을 잇는 선보다 남쪽).

## 인디언 부족
유럽인에 의한 최초의 접촉이 있을 때, 플로리다는 많은 부족에 속하는 약 35만명의 인디언이 살고 있었을 것이라고 추측된다. 스페인인들은 100여 부족의 이름을 기록했으며, 5만명 정도의 인구를 가진 애팔라치 족처럼 조직화된 정권이 있는 부족으로부터, 정치적인 소속도 분명하지 않은 마을까지 다양한 형태로 산재해 있었다. 티무쿠아 방언을 말하는 사람은 15만명이 있었다고 추정되고 있지만, 티무쿠아 어족은 마을의 집합으로 조직화되어 있는 것에 불과하고, 일반적인 문화를 가지고 있는 것은 아니었다. 첫 번째 접촉 당시 플로리다에 있던 부족은 아이스 족, 카루사 족, 제아가 족, 마야이미 족, 테케스타 족, 토코바가 족 등이 있었다. 이 부족 전체가 스페인의 플로리다 통치 시대에 인구가 대폭 감소했다.
18세기 초 토착 원주민이 이미 많이 감소했을 당시, 플로리다 북부 지방에서 온 여러 부족은 캐롤라이나 식민지의 백인 정착민에 의해 무기 등을 보급을 받아, 때로는 캐롤라이나 백인과 함께 플로리다를 약탈했다. 그들은 마을을 불태우고, 많은 부족민들에게 상해를 입히고, 포로로 잡아 찰스 타운에 찾아와 노예로 팔아넘겼다. 플로리다에 있던 대다수 마을은 버려졌고, 생존자들은 세인트 오거스틴이나 외딴 곳에 피난처를 찾았다. 많은 부족민들이 이 시기와 18세기 말에 멸족이 되었다.
애팔라치 족의 일부는 결국 루이지애나에 도달했고, 그곳에서 그들의 별개의 부족으로 적어도 1세기 이상을 살아남았다. 스페인은 플로리다에서 생존한 소수의 부족민을 1763년 스페인이 7년 전쟁의 패배로 플로리다를 영국에 양도했을 때, 쿠바로 소개시켰다. 그 여파로, 원래 다른 집단을 흡수한 무스코기 부족(크리크 족)의 지파였던 세미놀 족은 18세기에 민족집단의 형성과정을 통해 플로리다에서 두드러진 종족으로 발전하여 현재 오클라호마의 세미놀 족과 플로리다 세미놀 족, 플로리다 인디언 미카즈키 족이 되었다.
현재 미국 연방 정부가 공식 인정하고 보호구역(Reservation)을 영유하고 있던 지파는 세미놀 족과 미카즈키 족이다. 양측은 관광 사업을 특화하였고, 세미놀 족이 1979년 미국 최초의 "인디언 카지노"를 개설하여 큰 성공을 거두었다. 세미놀 족은 2006년 하드록 카페를 인수, 관광 사업을 확장하고 있다. 미카즈키 족도 카지노 외에 골프장 관광 등에 주력, 메이저 리그 중계도 그 간판을 보게 할 수 있다. 카지노 운영은 보호구역을 가진 종족만의 특권이며, 미국 연방 정부에서 "멸족 부족"이라고 공인된 부족은 보호구역을 가질 수 없다. 따라서 플로리다뿐만 아니라 미국의 인디언 부족이 기회를 얻고자 부족 재인증을 플로리다 정부와 미국 연방 정부에 계속 요구하고 있다.
다른 주에서는 미국 연방에 의한 인증을 받기 전에 주 정부가 이를 인정하는 예를 볼 수 있게 되었다. 그러나 1988년에 열린 BIA(국무부 인디언 관리국) 플로리다 주지사 회의에서는 세미놀 족과 미카즈키 족, 무스코기(크릭 족) 연합 이외의 부족 인디언으로 인정하지 않는 취지의 합의가 이루어졌다.
미국 연방 정부가 공식 인정하는 부족
- 플로리다 세미놀 족
- 미카즈키 족

미국 연방 정부가 공식 인정하지 않는 지파 단체
- 크릭 족
- 애팔라치콜라 밴드
- 로워 무스코기 족
- 동부 크릭 족 플로리다 밴드
- 크릭 유치 밴드
- 토파추라 족
- 세미놀 족
- 전통파 세미놀 족
- 야마시 세미놀 족 오쿠레와하 밴드
- 체로키 부족
- 플로리다 체로키 족 / 타스코라 연합
- 치카모 체로키 족
- 치카모 크릭 & 체로키
- 울프 크릭 체로키 족
- 화이트 리버 밴드
- 크릭 밴드
- 에코타 체로키 족
- 빨간 나라의 상호 부족

## 스페인의 통치

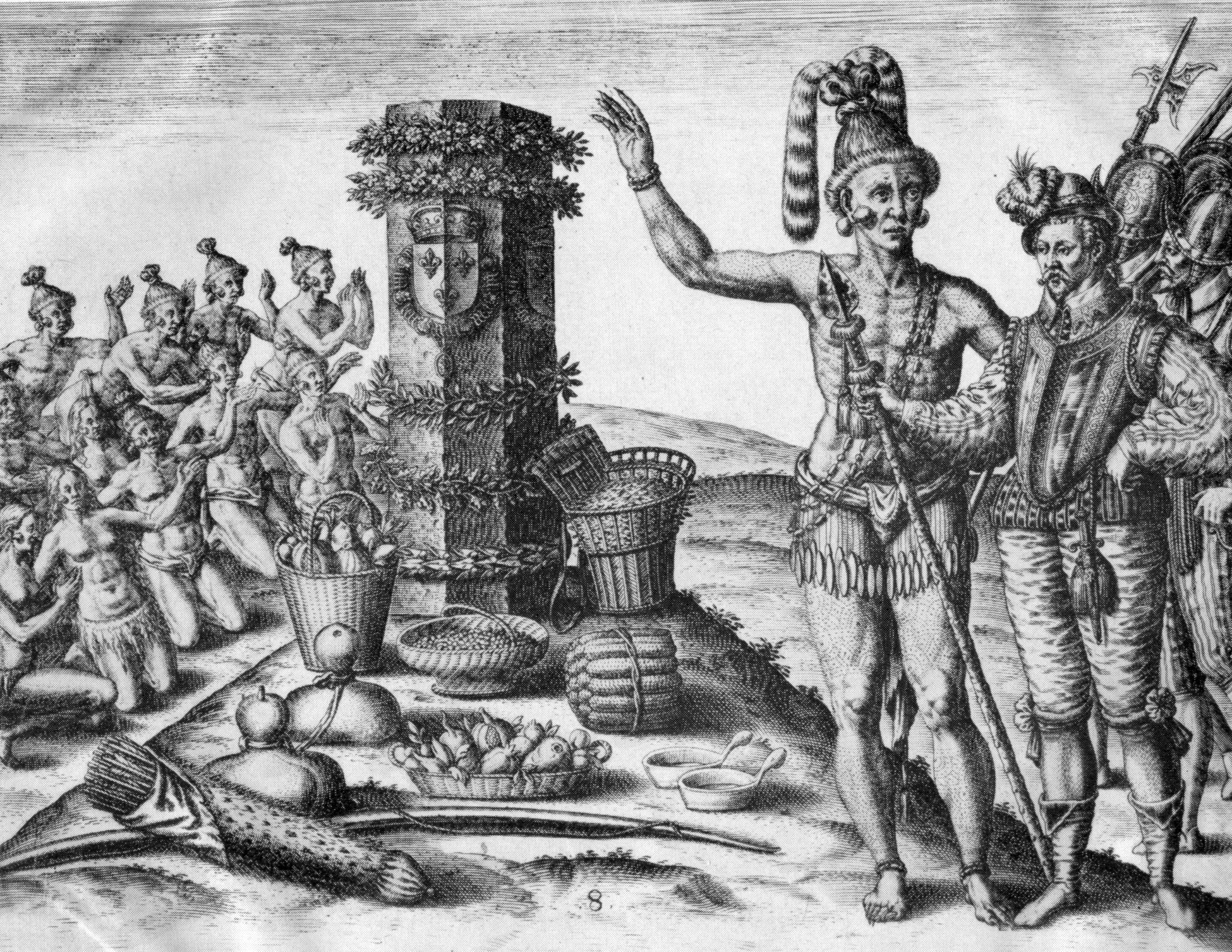
1562년 프랑스가 세운 기둥의 티무쿠아 인디언

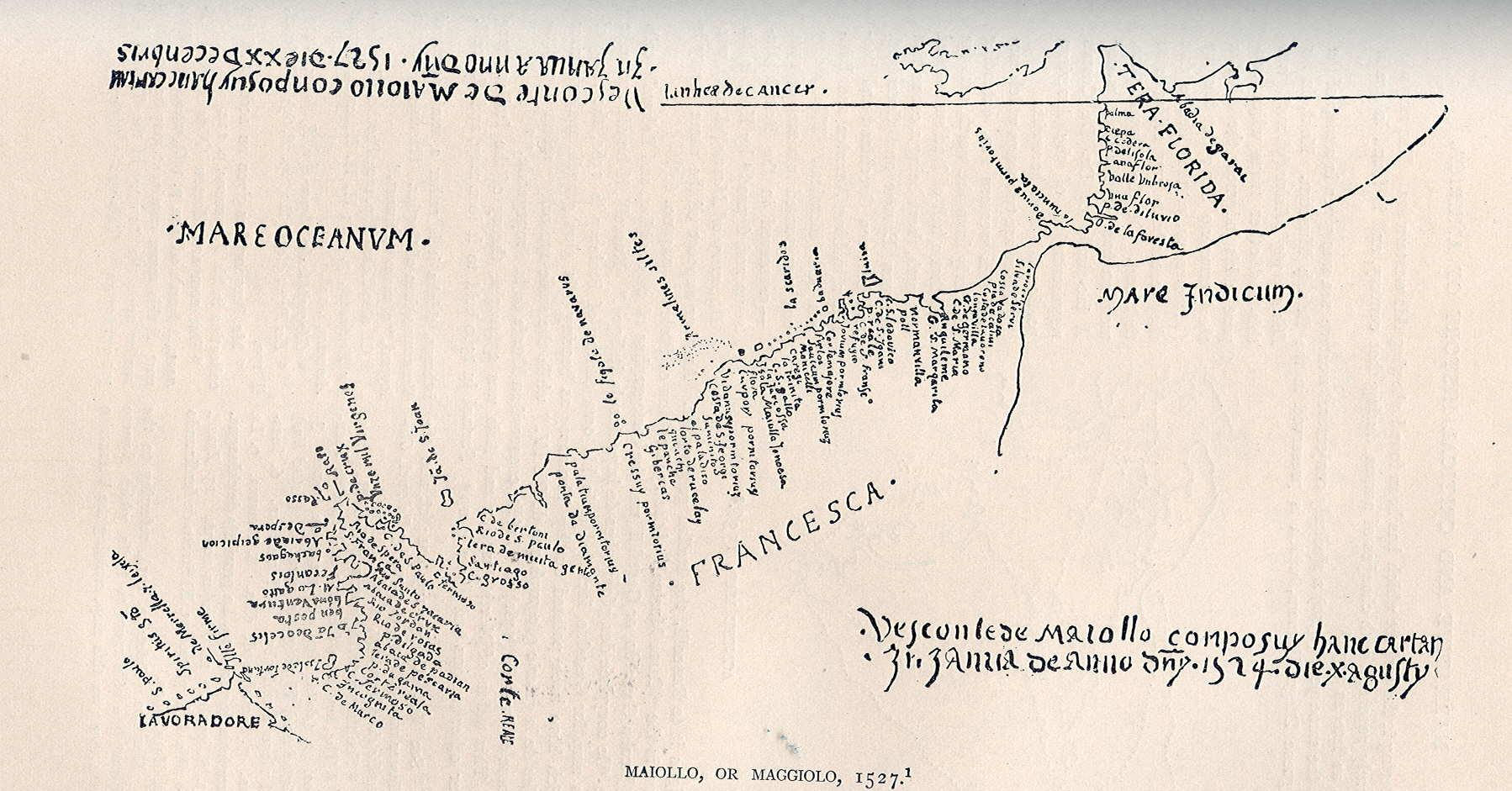
베스콘테 마기올로가 1527년 제작한 지도, 북미 동해안을 상단에 테라 플로리다로 표기하고, 하단에는 라보라도레로 표기했다.

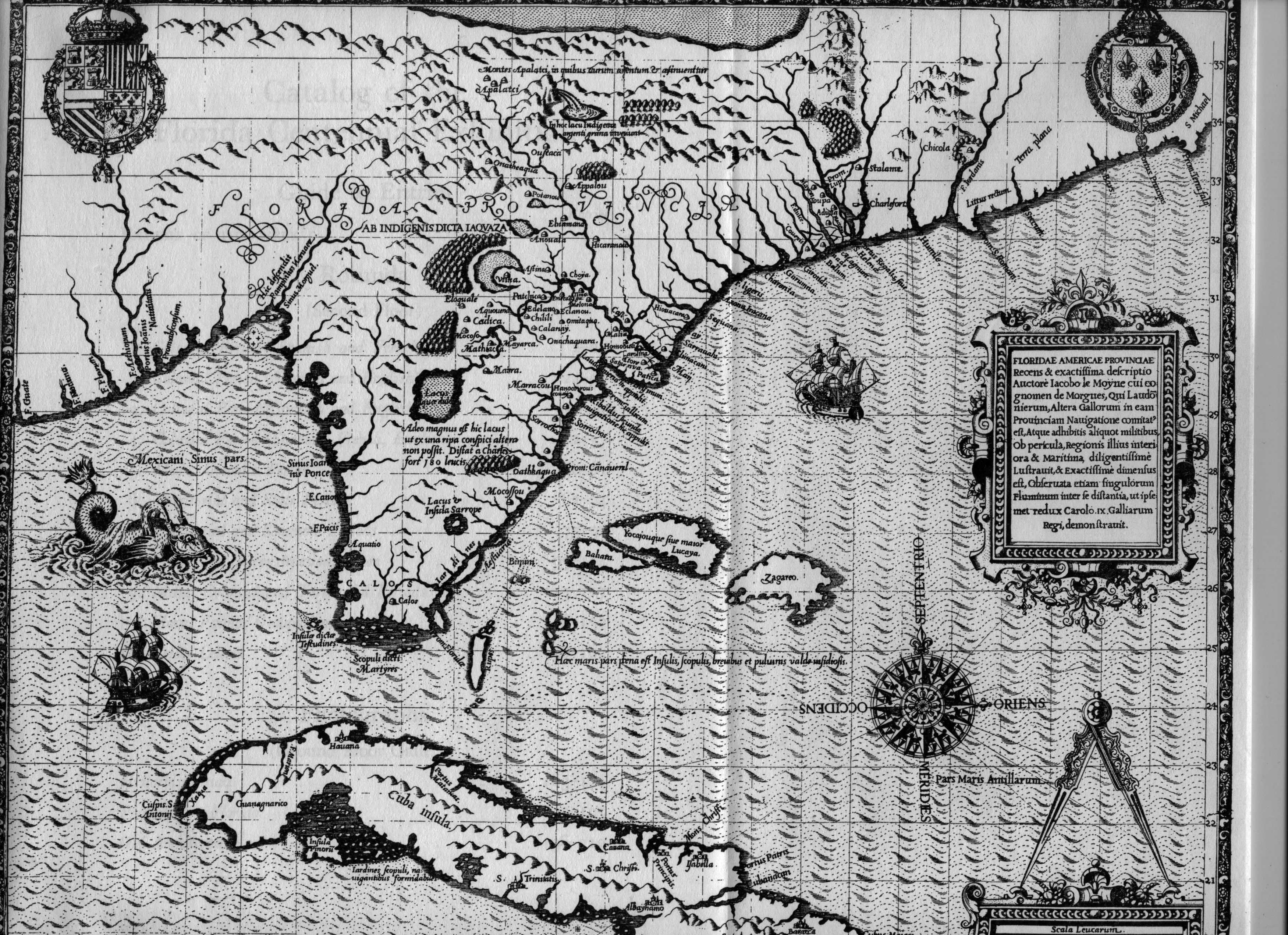
1591년 플로리다 지도, 자끄 레 모이네 데 모르구에스

민간 전설에 따르면 후안 폰체 데 레온이 회춘 분수를 찾고 있을 때 플로리다를 발견했다고 한다. 1513년 3월 27일에 폰체 데 레온이 처음 반도를 봤을 때 그것을 섬으로 오인했다고 전해져 오지만, 그것이 바하마 제도일 가능성도 있다고 생각된다. 4월 2일에 새로 발견한 땅의 동쪽 해안에 상륙했다. 폰체 데 레온은 이 땅을 "꽃들의 열정" 또는 "하느님의 열정"이라는 의미로 La Pascua Florida라고 명명했다. 이것은 아마도 당시 그 일대에 흔했던 식물군이나 스페인 부활절 파스쿠아 플로리다(4월 7일)에 도착했다기 때문일 것이다.
폰체 데 레온은 1521년 식민지를 개척하기 위하여 장비와 개척자를 데리고 다시 플로리다로 돌아왔지만, 인디언에 의한 반복 공격으로 쫓겨났다. 플로리다 내륙에 발을 디딘 기록은 정복자의 생존에 의한 것이었다. 판필로 데 나르바에즈의 탐험대가 1528년 플로리다의 서부 해안을 탐사했는데, 해상에서 조난을 당해 멕시코 쪽으로 흘러갔다. 1539년에는 헤르난도 데 소토가 플로리다를 들어갔다. 1559년에는 트리스탄 드 루나 이 아렐라노가 펜사콜라를 단기간 개척했지만, 격렬한 허리케이인이 그 지역을 휩쓴 후 1561년에 그곳을 포기하기에 이르렀다.
프랑스도 이 지역에 관심을 갖기 시작했기 때문에, 스페인의 식민지 개척 계획은 가속화되었다. 1562년에 진 리보가 플로리다에 원정대를 이끌고 나타났고, 1564년에는 그의 동료 르네 구레네 드 로도니에르가 현재 잭슨빌에 위그노들을 위한 안식처로 캐롤라인 요새를 건설했다. 그 해안 더 아래쪽으로 1565년에 스페인인 페드로 메네데즈 데 아빌레스가 산 오거스틴(세인트 오거스틴)을 건설했다. 그리하여 이곳이 미국에서 유럽인들이 거주한 가장 오래된 곳이 되었으며, 미국 현재 영토에서 산후안와 푸에르토리코와 비교하여 두 번째로 오래된 곳이다. 이 기지를 기반으로 하여 스페인의 로마 가톨릭교회 포교가 시작되었다.
1565년 9월 20일, 메넨데스 데 아빌레스는 캐롤라인 요새를 공격하여 천주교도를 제외하고 프랑스 수비병을 모두 죽이고 요새를 산 마테오로 개명했다. 2년 후에 도미니크 드 구루그가 스페인에서 개척지를 재탈환하면서 스페인 수비병을 몰살시켰다.
캐롤라인 요새의 첫 번째 해체 이후, 세인트 오거스틴이 플로리다에서 가장 중요한 개척지가 되었다. 이곳은 몇 년동안 요새일 뿐이었지만, 잦은 기습을 받아 불탔고, 대부분의 주민이 죽거나 도망쳤다. 1586년 영국인 선장이자 해적이었던 프랜시스 드레이크 경이 이 도시를 약탈하고 불태워 폐허로 만들었다. 가톨릭 전도사들은 이곳을 오지 선교를 위한 기지로 사용하였다. 1655년에는 약 26,000명을 개종하였지만, 1656년의 반란과 1659년의 전염병으로 황폐화되었다. 해적들의 습격은 무자비했고, 모든 소규모 초소나 세인트 오거스틴까지 침범하였다.
17세기 전반에 버지니아와 캐롤라이나 식민지의 영국인 개척민들이 스페인과 경계를 점차 남쪽으로 확대하는 한편, 미시시피 강을 따라 프랑스인 개척민들이 스페인이 영유권 주장하는 땅의 서쪽을 침범하였다. 1702년 영국의 제임스 무어 대령과 동맹한 야마시 족과 크릭 족이 세인트 오거스틴에 있는 마을을 공격하고 파괴했지만, 요새를 지배하지는 못했다. 1704년 무어와 그 부대는 북부 플로리다 선교회를 불태우고, 스페인에 우호적인 인디언을 처형하기 시작했다. 스페인 선교 체계가 붕괴되고, 스페인과 동맹했던 애팔라치 인디언을 격퇴(애팔라치 학살)하여 플로리다는 노예사냥의 대상이 되었고, 그것은 플로리다 키즈까지 확산되어 인디언 인구를 급감시켰다. 1715년에서 1717년의 야마시 전쟁은 많은 인디언 난민을 낳았고, 야마시 족은 남쪽 플로리다로 피난을 했다. 1719년, 프랑스는 펜사콜라에 있던 스페인 개척지를 점령했다.
영국과 그 식민지는 반복적으로 스페인과 전쟁을 수행했고, 특히 1702년 및 1740년에는 세인트 오거스틴을 점령했다. 영국은 스페인령 플로리다가 도주한 노예에 대해 관대하며, 노예의 탈주를 조장하는 태도에 분개했다. 도망친 노예가 플로리다로 도망가서 가톨릭으로 개종만 하면 자유가 주어졌다. 그들은 세인트 오거스틴 북부의 완충 사회에 정착을 했으며, 그라시아 리얼 데 산타 테레사 데 모세라고 불리는 북미 최초의 자유 노예로 구성된 정착촌을 세웠다.
스페인 지사로부터 초청을 받아 플로리다 완충 개척지를 만든 크리크 족과 세미놀 인디언들은 이런 흑인 노예들을 환영했다. 1771년에는 존 몰트리 지사는 영국 무역부에 다음과 같은 편지를 썼다.
| “ | 과거에 비해, 그리고 주인으로부터 도망친 노예들이 인디언 마을로 들어가는 것은 좋은 관행입니다. 그래서 더욱 그들을 돌려보내기가 어렵습니다. | ” |

영국 정부의 관리가 세미놀 인디언에게 탈주 노예를 반환하라고 압력을 가했을 때, 그들은 다음과 같이 대답을 했다.
| “ | 우리는 단지 배고픈 사람들에게 음식을 줬을 뿐이고, 탈주 노예를 스스로 잡도록 노예주들을 초청했습니다. | ” |

## 영국의 통치

1767년의 확장된 서부 플로리다

1763년, 스페인은 칠년전쟁 동안 영국이 점령하고 있던 쿠바의 아바나와 플로리다를 교환했다. (당시 남쪽은 현재 게인스빌 주변 지역까지 확대했다). 남아 있던 거의 모든 스페인인들은 인디언 대다수와 함께 플로리다를 떠났다. 영국은 영토를 동부 플로리다와 서부 플로리다로 분할하여 토지를 무상 분배하고, 수출 지향 사업을 후원하는 것으로, 이 지역에 개척자를 끌어들이기 위한 적극적인 영입 전략을 펼쳤다.
동부 플로리다는 식민지 시대에 백인 개척민을 유입한 최대의 장소이다. 1768년 7월 스코틀랜드의 앤드루 턴불 박사와 도제 계약을 맺은 약 1,400명이 미노르카, 마요르카, 이비자, 스미나, 크레타, 마니반도, 시실리 등지에서 도착했다. 이 사람들은 뉴스미나에 정착하여 영국 제국에 요구되는 삼, 사탕수수, 쪽을 재배하고, 럼주를 생산하기 위한 목적이었다. 그러나 뉴스미나에 정착한 정착민들은 몇 개월도 되지 않아서, 해충에 의한 질병과 인디언의 습격으로 큰 손실을 입어야 했다. 대부분의 농산물은 모래가 많은 플로리다의 토양에 적합하지 않았고, 다른 지역에서 생산되는 것과 동일한 품질을 얻을 수가 없었다.
개척민들은 강제노동과 턴불의 강압적인 통치에 질리고 말았다. 여러 이유로 턴불은 통제되지 않는 개척민들을 강제하기 위해 흑인노예를 이용했다. 개척지는 붕괴되고, 생존자는 영국 통치령인 세인트 오거스틴으로 도피를 하였다. 오늘날까지 살아남은 그들의 자손은 뉴스미나라는 이름을 사용하고 있다.
1767년, 영국은 서부 플로리다의 북쪽 경계를 야주 강 하구에서, 동쪽으로 채터후치 강까지 (북위 32도 28분)까지 확장했다. 이 지역은 현재 미시시피주와 앨라배마주 남부 3분의 1에 해당하는 면적이다. 이 시기에 크릭 인디언이 플로리다로 이주하여, 세미놀 족을 형성하였다. 미국 독립 전쟁 동안 프랑스(영국에 선전 포고를 했던)와 당시 동맹 관계에 있던 스페인은 펜사콜라 전투 등에서 서부 플로리다의 대부분을 점령했다. 1784년의 파리조약에서 독립 전쟁을 끝내고, 플로리다 전역은 스페인 지배에 들어왔지만, 그 경계를 확정짓지 않았다. 스페인은 확장을 통해 경계를 넓혔고, 미국은 북위 31도선에 있던 옛 경계를 요구했다. 1795년의 산로렌조 조약으로 스페인은 북위 31도선을 경계로 인정했다.

## 스페인의 2차 통치
스페인은 개척민을 끌어오기 위하여 토지는 무상분배라는 매우 매력적인 방안을 제시했고, 이 정책은 호응을 이끌어 내며 외국인 특히 미국에서 사람들이 대거 들어왔다. 이 영토는 탈주 노예의 천국이자, 인디언들에게 미국을 공격하는 기지 때문에, 미국은 스페인에 개선을 요구했다. 스페인 개척자는 거의 없었고, 소수의 군인이 있을 뿐이었다. 그런 상황에서 미국의 개척민은 이 지역에 기반을 마련하고, 명령을 내리는 스페인 장교를 무시했다. 남아 있던 영국인 개척자도 스페인의 통치를 불편하게 생각했으며, 1810년에는 반란을 일으켜, 9월 23일에 정확히 90일 동안 소위 서부 플로리다 자유 독립 공화국을 설립했다. 6월 시작된 회담 이후에, 반란군은 배턴 루지 (현재 루이지애나) 스페인 수비대를 공격하여 새로운 공화국의 국기를 올렸다. 파란 색 바탕에 별 하나가 있는 이 깃발은 나중에 “보니 블루 플래그”로 알려지게 되었다.
1810년 10월 27일, 미국 대통령 제임스 매디슨이 플로리다 서부의 일부 지역을 합병하고, 그 지역을 루이지애나 매입의 일부로 선언했다. 서부 플로리다 정부는 이 선언을 반박하고 미국에 참가할 조건을 협상하려고 했다. 그러나 이 영지의 점령을 위해 파견된 윌리엄 클레이본은 서부 플로리다 정부의 정당성을 인정하지 않았다. 스킵 위드는 "보니 블루 플래그의 방위를 위해 죽을" 각오가 되어 있다고 선언했다. 그러나 스킵 위드와 의회는 결국 매디슨 선언을 인정하는 데 합의했다. 12월 6일에는 센터 프랜시스빌, 12월 10일에 배턴 루지가 점령되었다. 이 지역은 새로 만들어진 올리언즈 준주에 편입되었다. 미국은 1812년 서쪽 플로리다의 모빌 지구를 미시시피 준주에 합병시켰다. 스페인은 이 지역에 대한 영유권 주장을 계속했지만, 미국은 점점 점령 지역을 넓혀 갔다.
이 시대를 통해 스페인은 플로리다에 유입된 개척민들에게 토지에 대한 권리를 무상으로 주었다. 그 결과, 많은 미국인이 식민지로 들어왔지만, 플로리다가 미국의 영토가 되면서 이러한 소유권 대해 분쟁이 발생하게 되었다. 미국은 그 소유권을 존중하기로 합의했지만, 개척민들은 그 영유권의 효력을 증명하려고 했기 때문에 수년간에 걸친 소송이 이어졌다.

### 제1차 세미놀 전쟁
개척자들이 인디언 마을을 공격한 후, 동부 플로리다에 근거지를 둔 세미놀 족은 조지아주를 기습했지만, 이것은 스페인 명령에 의한 것이었다고 전한다. 미국 육군은 점점 빈번하게 스페인 영토에 대한 침범을 하게 되었다. 미국 대통령 앤드루 잭슨은 “미국을 따르지 않으면 인디언 부족 멸족시킨다”라고 하는 인디언 말살정책을 채택했다. 이후 제1차 세미놀 전쟁이라고 부르게 된 1817년에서 1818년에 걸쳐 진행된 세미놀 인디언에 대한 작전으로 이 전쟁 이후 미국은 실질적으로 동부 플로리다를 지배하게 되었다.
1819년 2월 22일 미국과 스페인 사이에 애덤스 - 오니스 조약이 체결되어 1821년 7월 10일 효력을 발휘했다. 이 협약의 조건에 따르면, 미국은 플로리다를 획득하고, 그 대가로 텍사스에 대한 영유권 주장을 철회하는 것이었다. 앤드루 잭슨은 1821년 7월 17일, 펜사콜라에서 정식으로 스페인 당국에게 플로리다의 지배권을 넘겨받았다.

## 미국의 지배

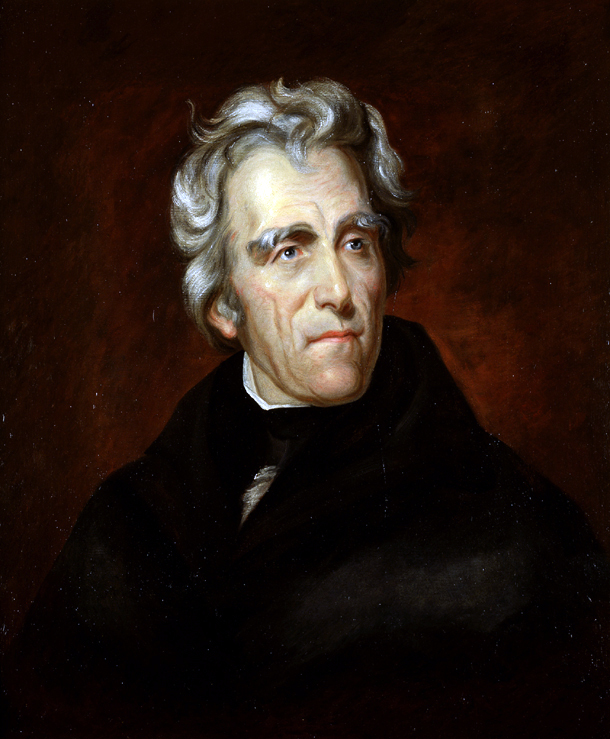
최초의 플로리다 정부 군정 주지사를 역임한 앤드루 잭슨

1822년 3월 30일 플로리다는 미국의 준주가 되었다. 미국은 동부 플로리다와 서부 플로리다를 병합하여 (서부 플로리다의 과반은 뉴올리언스 준주와 미시시피 준주에 합병되었다.) 새 주도로 탤러해시를 건설했고, 이것은 동부 플로리다 주도 세인트 오거스틴과 서부 플로리다의 주도 펜사콜라의 중간에 편리한 위치에 있었다. 플로리다에서 처음으로 건설된 두 개의 카운티, 에스칸비아 카운티와 세인트 존스 카운티의 경계는 서쪽 플로리다와 동부 플로리다의 경계와 거의 일치하고 있다.
개척자들이 늘어나자 미국 정부는 플로리다의 인디언의 영지에서 인디언을 이주시키라는 압력을 받게 되었다. 플로리다에 있던 많은 개척자민들은 최남단의 다른 지역과 마찬가지로 플랜테이션 농업을 발전시켰다. 새로운 토지 소유자를 깜짝 놀라게 했던 세미놀 부족은 흑인 탈주 노예를 받아들였다. 새로운 백인 정착민의 유입과 함께 백인과 인디언과의 갈등은 더욱 심해졌다. 1832년, 미국 정부는 세미놀 족의 몇몇 추장과 《패인즈 랜딩 조약》을 체결하여, 플로리다를 자발적으로 떠난다면 미시시피 강 서쪽에 토지를 대신 주기로 약속했다. 백인 개척민들은 필요하다면 무력으로 모든 인디언을 이주시키도록 정부에 압력을 넣었고, 1835년 미국 육군이 조약의 이행을 강요하기 위하여 도착했다.

### 제2차 세미놀 전쟁

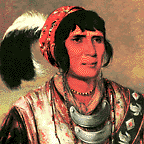
세미놀 지도자 오세올라

제2차 세미놀 전쟁은 이렇게 1835년 연말에 데이드 학살로 시작되었다. 이 때, 세미놀 족이 브룩 성채(탬파)에서 킹 요새(오칼라)의 보급을 위해 행군하던 미국 육군 부대에 매복 기습공격을 가했다. 세미놀 족은 미국 육군 108명 중 한명을 제외하고 모두 죽이거나 중상을 입혔다.
900명에서 1,500명에 이르는 세미놀 인디언 전사가 7년 동안 미국 육군에 대항하여 소택지를 무대로 게릴라 전술을 효과적으로 사용했다. 카리스마가 넘치는 젊은 지도자 오세올라가 1837년 정전 협상 중 체포되어 3개월도 안되어 사우스캐롤라이나 몰트리 요새에서 말라리아로 옥사를 한 후, 그는 이 전쟁과 세미놀 족의 상징이 되었다. 전쟁은 1842년까지 지속되었다. 미국 정부는 이 전쟁에서 미국 역사상 최초의 초토화 작전을 전개하였으며, 2천만 달러에서 4천만 달러의 전비를 쓴 것으로 추산하고 있어, 당시로서는 천문학적인 전비가 든 셈이다. 결국 거의 모든 세미놀 부족민이 미시시피 강 서부에 있는 크리크 족의 땅으로 강제로 추방되었다. 약 300명의 사람은 에버글레이즈에 머무는 것을 허용되었다.

### 주 승격
1845년 3월 3일, 플로리다는 미국의 27번째 주로 승격되었다. 초대 주지사는 1649년 버지니아의 로와 노포크 카운티에 정착했던 윌리엄 모즐리와 수잔나 모즐리 부부의 아들인 윌리엄 던 모즐리였다. 모즈리 집안의 자손은 남동부 해안을 점차적으로 내려와 있었다.
주 인구의 절반 가량은 면화와 설탕 플랜테이션에서 일하는 흑인 노예였다. 노예 소유자와 같이, 많은 노예들이 조지아와 캐롤라이나 해안 지역에서 왔다. 그들은 저지대의 굴라 기치 문화의 일부였다. 이외에도 최남단에서 노예상을 상인에게 팔려간 어퍼 사우스의 흑인 노예가 있었다. 플로리다에서는 모든 사람들이 새로운 크리올 문화를 창조했다.

### 제3차 세미놀 전쟁
1850년대 백인개척민은 다시 세미놀 족이 사용하고 있던 토지를 침범해 들어가기 시작했다. 미국 정부는 남아있던 세미놀 족을 서쪽 인디언 준주 (현 오클라호마)로 강제 이주시키는 것을 결정했다.

### 남북 전쟁
1860년에 에이브러햄 링컨이 대통령에 당선된 이후 플로리다는 다른 남부 주와 함께 미국연방에서 탈퇴했다. 1861년 1월 10일에 탈퇴를 하였고, 하루도 채 지나지 않아 동안 독립공화국이었던 플로리다는 남부 동맹을 구성하는 한 주가 되었다. 플로리다는 남군의 중요한 보급선이었기 때문에, 북군은 전국적인 해상 봉쇄를 진행했다. 북군은 시다키, 잭슨빌, 키웨스트와 펜사콜라 같은 주요 항구를 점령했다.

## 이주와 관광
19세기 후반, 플로리다에 헨리 프랭글러의 철도가 이 지역에 확장됨에 따라 인기있는 관광지로 탈바꿈했다. 철도 거물인 헨티 플랜트는 탬파에 호화로운 탬파 배이 호텔을 건설하였고, 이것이 이후 탬파대학 캠퍼스가 되었다. 헨리 플랭글러는 잭슨빌에서 키웨스트에 이르기 플로리다 동해안 철도 건설하였다. 그 노선을 따라 세인트 오거스틴의 폰체 데 레온 호텔, 오몬드 비치와 웨스트 등의 도시에 많은 고급 호텔을 건설했다.
1888년 2월, 플로리다는 특별한 관광객을 맞이했다. 그로버 클리블랜드 대통령과 퍼스트 레이디와 수행원들이 며칠 동안 플로리다를 방문했다. 대통령은 잭슨빌에서 개최되었던 아열대 전시회를 방문하여, 국가의 관광산업을 지지하는 연설을 하였다. 이어 기차를 타고 세인트 오거스틴에서 헨리 플랭글러를 만났다. 그리고 나서 다시 기차를 타고 티투스빌로 가서, 증기선을 타고 락릿지를 방문했다. 돌아올 때는 샌포드와 윈터 파크를 방문했다.
제2차 세계대전 후 남부 주와 북부의 도시와 마찬가지로, 플로리다에서도 흑인에 대한 백인이 주도하는 린치와 같은 인종 차별에 근거한 폭력이 일어났다. 이것은 급속한 사회와 경제의 변화에 따른 왜곡이 일부 원인이 될 뿐 아니라 일자리를 요구하는 충돌도 있었다. 백인 지배를 유지하기 위해 린치를 가하며, 계속 긴장감이 높아졌다. 1920년 11월 오코라는 작은 마을에서, 1922년 12월 페리 및 1923년 1월 로즈우드라는 백인 마피아가 살인을 저질렀고, 이어 흑인 가옥, 교회와 학교를 대규모로 파괴했다. 주지사는 특별한 기소 배심원과 특검을 임명하고 로즈우드와 리바이 카운티 사건을 수사했지만, 배심원은 충분한 증거를 찾지 못했다. 로즈우드에 주민들이 돌아올 수 없었다. 1910년에서 1940년에 걸친 대규모 이주 시기에 4만명의 흑인이 인종차별과 린치, 권리박탈로부터 벗어나기 위해, 플로리다에서 북부 도시로 이주했다. 그들은 취업, 아이들을 위한 더 나은 교육, 선거에 참여할 수 있는 기회 등 더 나은 삶을 요구했다.
1920년대는 주 전체가 발전과 번영을 하는 시기였다. 플로리다의 새로운 철도는 대규모 지역 개발을 촉진시켰고, 1920년대 플로리다 부동산 열풍을 연출했다. 모든 종류의 투자가, 그 대부분은 플로리다 외부에서 있었지만, 마이애미와 팜비치 등이 새로 개발되어 급속하게 인기가 있는 토지를 다투어 거래하였다. 플로리다 토지를 구입하는 사람의 절반은 주에 들어서면도 없이, 합작을 위한 사람을 고용하고 땅을 살 수 있었다. 1925년까지 구매자가 비싼 가격에 대응할 수 없게 되었고 곧 부동산 열풍은 가라앉기 시작했다. 1926년 마이애미 허리케인은 부동산 시장을 더욱 침체시켰다. 1929년에는 대공황의 영향이 미쳤다. 그러나 부동산은 이미 4년 전부터 붕괴되어 플로리다 경제는 이미 실추하고 있었다.

### 테마파크
플로리다의 최초의 테마 파크는 1930년대에 등장했으며, 윈터 헤븐 근처의 사이프레스 가든즈(1936년)와 세인트 오거스틴에서 가까운 마린랜드(1938년)였다.

### 디즈니 월드

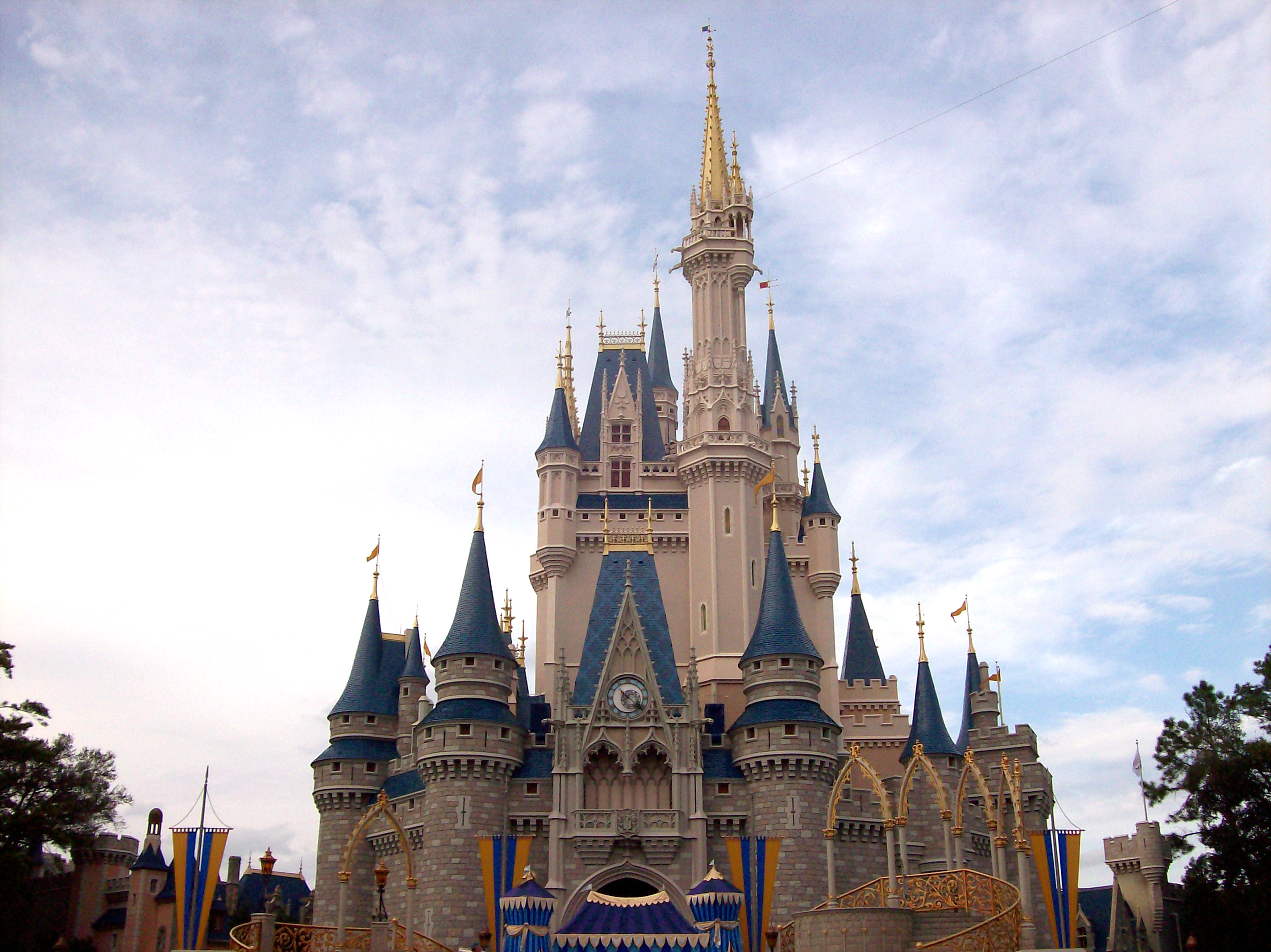
마법왕국, 월트디즈니 월드 리조트

월트 디즈니는 1960년대에 계획했던 월트 디즈니 월드 리조트의 후보지로 플로리다 중부를 선택하고 토지를 매입하기 시작했다. 1971년 유원지 첫 번째 구성 부분인 마법의 왕국이 개장했고, 올랜도 지역은 다양한 테마 파크가 있는 리조트로 극적으로 변화되어 갔다. 오늘 날 올랜도 지역에는 디즈니 외에도 유니버설 올랜도 리조트, 씨월드와 웨튼 와일드와 같은 테마 파크가 있다.

### 군사와 우주산업

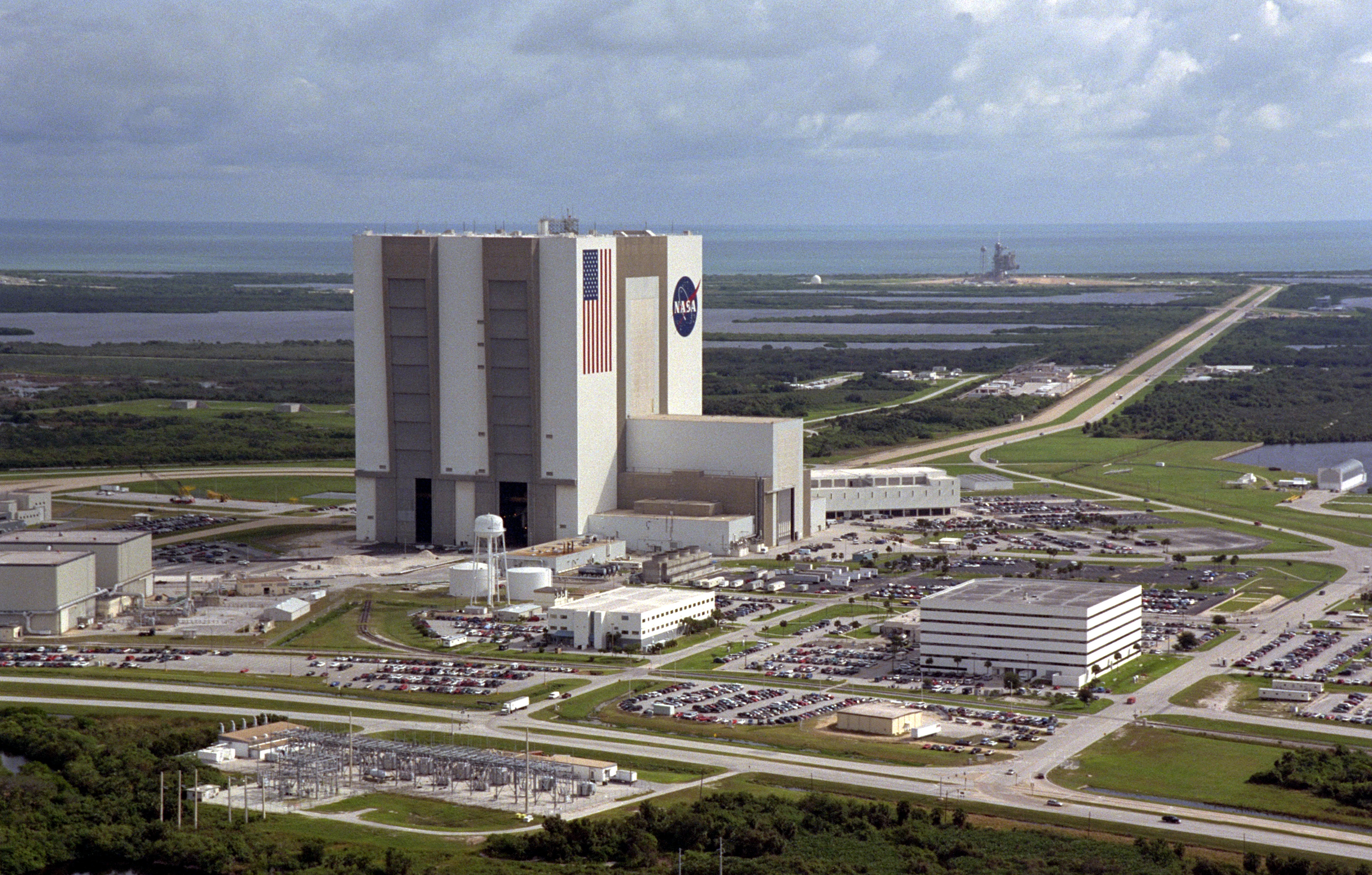
케네디 우주센터

20세기 초에 시작된 제1차 세계대전의 발발로 가속된 것이 미군의 주요 중계기지 역할이었다. 펜사콜라 해군 항공 기지는 당초 1826년 건축된 해군 기지였지만, 1917년 미국에서 처음으로 해군 항공 시설이 되었다. 나라 전체가 제1차 세계대전에 흥분하여 플로리다에서 잭슨빌 해군 항공 기지, 메이포트 해군 기지, 세실 필드 해군 항공 기지, 휘팅 필드 해군 항공 기지와 홈스테드 공군 기지, 에글린 공군 기지 및 맥딜 공군 기지 (현재는 미국 중앙 군 사령부) 등 많은 기지가 건설되었고, 이 시기에 발전했다. 냉전시대, 플로리다는 쿠바에 근접한 해상교통과 근접성으로 기존과 다른 군사 시설이 계속 발전되었다. 냉전 종결 후, 홈스테이나 세실 필드 등 주요 기지에서 몇 가지 시설이 폐쇄되었지만, 기지가 있는 것은 현재에도 또한 국가 경제에 중요한 역할을 하고 있다.
플로리다는 국내에서도 위도가 낮기 때문에, 1949년에는 미사일 계획 시험장에 선정됐다. 패트릭 공군 기지나 케이프 카너버럴 발사장이 1950년에 발전하면서 형태를 갖추기 시작했다. 1960년대 초까지 우주 개발 경쟁이 가열되었다. 계획이 확장되고 고용 창출과 함께, 우주 개발 계획은 케이프 캐너베럴 주변 지역 사회에 거대한 붐을 일어켰다. 이 지역은 현재 총체적으로 스페이스 코스트라고 알려져 있으며, 케네디 우주 센터를 보유하고 있어서 우주 산업의 주요 중심지가 되었다. 달에 탐사선을 포함하여 오늘날 미국에 의해 발사되는 모든 유인궤도 우주선은 케네디 우주 센터에서 발사되어왔다.

### 인구이동과 인권운동
플로리다의 급속한 인구변화를 경험하였다. 제2차 세계대전 후 공중 교통과 간선 고속도로로 북부에서 인구 유입이 촉진되었다. 1950년, 플로리다의 인구는 전국에서 20번째였지만, 50년 후에 4번째가 되었다. 낮은 세율과 온난한 기후 덕분에 플로리다 북동부와 중서부 및 캐나다에서 은퇴한 많은 사람들의 목적지가 되었다.
1959년 쿠바혁명으로 플로리다 남부에 많은 쿠바 이민자들이 쇄도했다. 마이애미는 라틴 아메리카에 상업과 금융 및 교통의 요지가 되었다. 아이티와 다른 카리브 해 국가, 중미와 남미에서 이민은 오늘 날에도 계속되고 있다.
남부의 다른 국가와 마찬가지로 플로리다는 많은 흑인 민권운동 지도자를 배출했다. 1940년대와 1950년대에 새로운 세대가 이 문제에 대한 활동을 시작했다. 해리 무어는 플로리다에 전미 유색인 지위 향상 협회를 만들고, 회원을 급속하게 확대하여 1만명 대에 달했다. 플로리다의 선거법은 조지아 주와 앨라배마 주에 비해 그다지 엄격하지 않았기 때문에, 흑인 유권자 등록에 다소 성공을 거두었다. 1940년대에 등록된 흑인 유권자 수는 5%에서 31%로 증가했다.
주내에는 흑인을 공격하고 살해하며, 변화에 저항하는 백인 집단이 있었다. 1951년 12월 운동가 해리 무어와 그의 아내 해리엇의 가정에 악명 높은 폭발 사건이 일어나, 두 사람 모두 폭발 테러로 죽음을 당했다. 당시 이 살인 사건은 해결되지 않았지만, 2006년 주 정부의 수사로, 그들이 전기 쿠 클럭스 클랜의 한 일파에 의해 살해되었다고 보고되었다. 1951년에서 1952년 플로리다에서 흑인에 대한 많은 폭발 사건이 있었다.
주의 인구는 새로운 집단의 유입으로 크게 변화했지만, 동시에 20세기 초기의 대이주 기간 동안에 4만명의 흑인이 북부에 유출되었다. 1960년 현재 플로리다에서 흑인 인구는 880,186명이 있었지만, 주 인구의 18%에 지나지 않았다. 이것은 1900년보다 훨씬 적은 숫자이며, 1900년 조사에서 흑인 인구는 주 인구의 44%였지만, 절대 수는 231,209명이었다. 19세기 이후 교육을 받은 흑인 중산층이 많은 도시로 발전했다. 플로리다 주와 다른 주에서 그들의 리더쉽에 의해 시민의 투표권을 보호하는 1964년 공민권법 및 1965년 선거법의 국민적 지지를 얻어 입법했다.
이러한 법률이 성립된 후 남부 흑인과 다른 소수 민족은 투표를 시작, 정치의 세계에 완전히 참여하기 시작했다.

## 참고 문헌
- Baptist, Edward E. Creating an Old South: Middle Florida's Plantation Frontier Before the Civil War.
- Barnes, Jay. Florida's Hurricane History. University of North Carolina Press: 1998. ISBN 0-8078-4748-8.
- Brown, Robin C. Florida's First People: 12,000 Years of Human History. Pineapple Press: 1994. ISBN 1-56164-032-8.
- Burnett, Gene M. Florida's Past: People and Events That Shaped the State. Pineapple Press: 1998. ISBN 1-56164-115-4.
- Gallay, Alan. The Indian Slave Trade: The Rise of the English Empire in the American South, 1670-1717. Yale University Press. 2002. ISBN 0-300-10193-7.
- Gannon, Michael. The New History of Florida. University Press of Florida: 1996. ISBN 0-8130-1415-8.
- Henderson, Ann L., and Gary R. Mormino. Spanish Pathways in Florida: 1492-1992. Pineapple Press: 1991. ISBN 1-56164-004-2.
- Landers, Jane. Black Society in Spanish Florida. University of Illinois Press: 1999. ISBN 0-252-06753-3
- Milanich, Jerald T. Florida's Indians From Ancient Time to the Present. University Press of Florida. 1998.
- Milanich, Jerald T.. Florida Indians and the Invasion from Europe. University Press of Florida. 1995. ISBN 0-8130-1360-7
- Peirce, Neal R. The Deep South States of America: People, Politics, and Power in the Seven Deep South States. 1974
- Sobel, Robert The Money Manias: The Eras of Great Speculation in America, 1770-1970 (1973) reprinted (2000)
- Taylor, Robert A., and Lewis N. Wynne. Florida in the Civil War. Arcadia Publishing: 2002. ISBN 0-7385-1491-8.